# Naldaviricetes

Schemazeichnung: Aufbau der Nudiviridae

Schemazeichnung: Aufbau der Hytrosaviridae

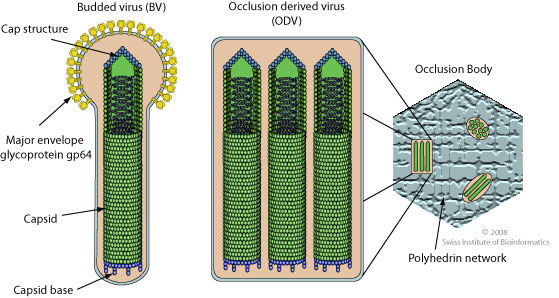
Schemazeichnung: Aufbau der Baculoviridae

Naldaviricetes ist eine Klasse von Viren, die Arthropoden infizieren. Sie enthalten ein doppelsträngiges DNA-Genom, die Virionen (Viruspartikel) sind groß, von komplexer Morphologie und mit einer Virushülle.

## Systematik
Die Klasse Naldaviricetes enthält mit Stand Juni 2024 eine Ordnung und eine Familie ohne Ordnungszuweisung. Diese Taxonomie wird im Folgenden dargestellt:
Klasse: Naldaviricetes
- Ordnung: Lefavirales

- Familie: Baculoviridae
- Familie: Hytrosaviridae
- Familie: Nudiviridae
- ?Familie: Polydnaviridae (Vorschlag, s. u.)

- Familien ohne Ordnungszuweisung:

- Familie: Nimaviridae

## Phylogenie
Bereits 2012/2013 gab es erste Hinweise, dass die Baculoviridae, Hytrosaviridae und Nudiviridae, vermutlich zusammen mit der Gattung Bracovirus der vermutet polyphyletischen Polydnaviridae
eine Verwandtschaftsgruppe (Klade) bilden. Diese Annahmen wurden 2015 und nochmals 2019 von Eugene V. Koonin et al. bekräftigt.
Im 1. Halbjahr 2021 hat das ICTV diese Gruppe als Klasse Naldaviricetes (ohne die Polydnaviridae) offiziell anerkannt.
Frühere provisorische Bezeichnungen für diese Gruppe waren „Modul 6“ (Koonin et al.) oder „Weißflecken-Baculovirus-Komplex“ (wegen des Weißfleckensyndrom-Virus in der Familie Nimaviridae).
Der von ViralZone (SIB) im engen Sinn gebrauchte Begriff “Baculo-like viruses” (nur Baculoviridae und Nudiviridae umfassend) scheint von manchen Autoren in einem weiteren Sinn für diese gesamte Klasse Naldaviricetes oder jedenfalls für die Ordnung  Lefavirales verwendet worden zu sein.
Die phylogenetischen Beziehungen der genannten Familien sehen mit aktuellen Bezeichnungsweisen etwa wie folgt aus:
|  | Hytrosaviridae                                                                                                   |
|  | |
|  | \| \| Baculoviridae \| \| \| \| \| \| Polydnaviridae (ohne Gattung Ichnovirus, d. h. nur Bracovirus) \| \| \| \| |
|  | |
|  | Baculoviridae |
|  | |
|  | Polydnaviridae (ohne Gattung Ichnovirus, d. h. nur Bracovirus)                                                   |
|  | |

|  | Baculoviridae                                                  |
|  |                                                                |
|  | Polydnaviridae (ohne Gattung Ichnovirus, d. h. nur Bracovirus) |
|  |                                                                |

|  | Hytrosaviridae                                                                                                   |
|  | |
|  | \| \| Baculoviridae \| \| \| \| \| \| Polydnaviridae (ohne Gattung Ichnovirus, d. h. nur Bracovirus) \| \| \| \| |
|  | |
|  | Baculoviridae |
|  | |
|  | Polydnaviridae (ohne Gattung Ichnovirus, d. h. nur Bracovirus)                                                   |
|  | |

|  | Baculoviridae                                                  |
|  |                                                                |
|  | Polydnaviridae (ohne Gattung Ichnovirus, d. h. nur Bracovirus) |
|  |                                                                |

|  | Hytrosaviridae                                                                                                   |
|  | |
|  | \| \| Baculoviridae \| \| \| \| \| \| Polydnaviridae (ohne Gattung Ichnovirus, d. h. nur Bracovirus) \| \| \| \| |
|  | |
|  | Baculoviridae |
|  | |
|  | Polydnaviridae (ohne Gattung Ichnovirus, d. h. nur Bracovirus)                                                   |
|  | |

|  | Baculoviridae                                                  |
|  |                                                                |
|  | Polydnaviridae (ohne Gattung Ichnovirus, d. h. nur Bracovirus) |
|  |                                                                |

|  | Hytrosaviridae                                                                                                   |
|  | |
|  | \| \| Baculoviridae \| \| \| \| \| \| Polydnaviridae (ohne Gattung Ichnovirus, d. h. nur Bracovirus) \| \| \| \| |
|  | |
|  | Baculoviridae |
|  | |
|  | Polydnaviridae (ohne Gattung Ichnovirus, d. h. nur Bracovirus)                                                   |
|  | |

|  | Baculoviridae                                                  |
|  |                                                                |
|  | Polydnaviridae (ohne Gattung Ichnovirus, d. h. nur Bracovirus) |
|  |                                                                |

Nach Bézier et al. (2014) geht die Gattung Bracovirus jedoch direkt aus den Nudiviridae hervor und ist eine Schwesterklade der Gattung Deltanudivirus (mit Spezies Tiplua oleracea nudivirus, ToNV):
|  | Betanudivirus (Nudiviridae): HzNV-1, HzNV-2 |
|  |                                             |
|  | Gammanudivirus (Nudiviridae): PmNV          |
|  |                                             |

|  | Deltanudivirus (Nudiviridae): ToNV |
|  |                                    |
|  | Bracovirus (Polydnaviridae): BV    |
|  |                                    |

|  | Betanudivirus (Nudiviridae): HzNV-1, HzNV-2 |
|  |                                             |
|  | Gammanudivirus (Nudiviridae): PmNV          |
|  |                                             |

|  | Deltanudivirus (Nudiviridae): ToNV |
|  |                                    |
|  | Bracovirus (Polydnaviridae): BV    |
|  |                                    |

|  | Betanudivirus (Nudiviridae): HzNV-1, HzNV-2 |
|  |                                             |
|  | Gammanudivirus (Nudiviridae): PmNV          |
|  |                                             |

|  | Deltanudivirus (Nudiviridae): ToNV |
|  |                                    |
|  | Bracovirus (Polydnaviridae): BV    |
|  |                                    |

|  | Betanudivirus (Nudiviridae): HzNV-1, HzNV-2 |
|  |                                             |
|  | Gammanudivirus (Nudiviridae): PmNV          |
|  |                                             |

|  | Deltanudivirus (Nudiviridae): ToNV |
|  |                                    |
|  | Bracovirus (Polydnaviridae): BV    |
|  |                                    |

|  | Betanudivirus (Nudiviridae): HzNV-1, HzNV-2 |
|  |                                             |
|  | Gammanudivirus (Nudiviridae): PmNV          |
|  |                                             |

|  | Deltanudivirus (Nudiviridae): ToNV |
|  |                                    |
|  | Bracovirus (Polydnaviridae): BV    |
|  |                                    |

|  | Betanudivirus (Nudiviridae): HzNV-1, HzNV-2 |
|  |                                             |
|  | Gammanudivirus (Nudiviridae): PmNV          |
|  |                                             |

|  | Deltanudivirus (Nudiviridae): ToNV |
|  |                                    |
|  | Bracovirus (Polydnaviridae): BV    |
|  |                                    |

|  | Betanudivirus (Nudiviridae): HzNV-1, HzNV-2 |
|  |                                             |
|  | Gammanudivirus (Nudiviridae): PmNV          |
|  |                                             |

|  | Deltanudivirus (Nudiviridae): ToNV |
|  |                                    |
|  | Bracovirus (Polydnaviridae): BV    |
|  |                                    |

|  | Betanudivirus (Nudiviridae): HzNV-1, HzNV-2 |
|  |                                             |
|  | Gammanudivirus (Nudiviridae): PmNV          |
|  |                                             |

|  | Deltanudivirus (Nudiviridae): ToNV |
|  |                                    |
|  | Bracovirus (Polydnaviridae): BV    |
|  |                                    |

|  | Betanudivirus (Nudiviridae): HzNV-1, HzNV-2 |
|  |                                             |
|  | Gammanudivirus (Nudiviridae): PmNV          |
|  |                                             |

|  | Deltanudivirus (Nudiviridae): ToNV |
|  |                                    |
|  | Bracovirus (Polydnaviridae): BV    |
|  |                                    |

|  | Betanudivirus (Nudiviridae): HzNV-1, HzNV-2 |
|  |                                             |
|  | Gammanudivirus (Nudiviridae): PmNV          |
|  |                                             |

|  | Deltanudivirus (Nudiviridae): ToNV |
|  |                                    |
|  | Bracovirus (Polydnaviridae): BV    |
|  |                                    |

|  | Betanudivirus (Nudiviridae): HzNV-1, HzNV-2 |
|  |                                             |
|  | Gammanudivirus (Nudiviridae): PmNV          |
|  |                                             |

|  | Deltanudivirus (Nudiviridae): ToNV |
|  |                                    |
|  | Bracovirus (Polydnaviridae): BV    |
|  |                                    |

|  | Betanudivirus (Nudiviridae): HzNV-1, HzNV-2 |
|  |                                             |
|  | Gammanudivirus (Nudiviridae): PmNV          |
|  |                                             |

|  | Deltanudivirus (Nudiviridae): ToNV |
|  |                                    |
|  | Bracovirus (Polydnaviridae): BV    |
|  |                                    |

|  | Betanudivirus (Nudiviridae): HzNV-1, HzNV-2 |
|  |                                             |
|  | Gammanudivirus (Nudiviridae): PmNV          |
|  |                                             |

|  | Deltanudivirus (Nudiviridae): ToNV |
|  |                                    |
|  | Bracovirus (Polydnaviridae): BV    |
|  |                                    |

|  | Betanudivirus (Nudiviridae): HzNV-1, HzNV-2 |
|  |                                             |
|  | Gammanudivirus (Nudiviridae): PmNV          |
|  |                                             |

|  | Deltanudivirus (Nudiviridae): ToNV |
|  |                                    |
|  | Bracovirus (Polydnaviridae): BV    |
|  |                                    |

|  | Betanudivirus (Nudiviridae): HzNV-1, HzNV-2 |
|  |                                             |
|  | Gammanudivirus (Nudiviridae): PmNV          |
|  |                                             |

|  | Deltanudivirus (Nudiviridae): ToNV |
|  |                                    |
|  | Bracovirus (Polydnaviridae): BV    |
|  |                                    |

|  | Betanudivirus (Nudiviridae): HzNV-1, HzNV-2 |
|  |                                             |
|  | Gammanudivirus (Nudiviridae): PmNV          |
|  |                                             |

|  | Deltanudivirus (Nudiviridae): ToNV |
|  |                                    |
|  | Bracovirus (Polydnaviridae): BV    |
|  |                                    |

|  | Betanudivirus (Nudiviridae): HzNV-1, HzNV-2 |
|  |                                             |
|  | Gammanudivirus (Nudiviridae): PmNV          |
|  |                                             |

|  | Deltanudivirus (Nudiviridae): ToNV |
|  |                                    |
|  | Bracovirus (Polydnaviridae): BV    |
|  |                                    |

|  | Betanudivirus (Nudiviridae): HzNV-1, HzNV-2 |
|  |                                             |
|  | Gammanudivirus (Nudiviridae): PmNV          |
|  |                                             |

|  | Deltanudivirus (Nudiviridae): ToNV |
|  |                                    |
|  | Bracovirus (Polydnaviridae): BV    |
|  |                                    |

|  | Betanudivirus (Nudiviridae): HzNV-1, HzNV-2 |
|  |                                             |
|  | Gammanudivirus (Nudiviridae): PmNV          |
|  |                                             |

|  | Deltanudivirus (Nudiviridae): ToNV |
|  |                                    |
|  | Bracovirus (Polydnaviridae): BV    |
|  |                                    |

|  | Betanudivirus (Nudiviridae): HzNV-1, HzNV-2 |
|  |                                             |
|  | Gammanudivirus (Nudiviridae): PmNV          |
|  |                                             |

|  | Deltanudivirus (Nudiviridae): ToNV |
|  |                                    |
|  | Bracovirus (Polydnaviridae): BV    |
|  |                                    |

|  | Betanudivirus (Nudiviridae): HzNV-1, HzNV-2 |
|  |                                             |
|  | Gammanudivirus (Nudiviridae): PmNV          |
|  |                                             |

|  | Deltanudivirus (Nudiviridae): ToNV |
|  |                                    |
|  | Bracovirus (Polydnaviridae): BV    |
|  |                                    |

|  | Betanudivirus (Nudiviridae): HzNV-1, HzNV-2 |
|  |                                             |
|  | Gammanudivirus (Nudiviridae): PmNV          |
|  |                                             |

|  | Deltanudivirus (Nudiviridae): ToNV |
|  |                                    |
|  | Bracovirus (Polydnaviridae): BV    |
|  |                                    |

|  | Betanudivirus (Nudiviridae): HzNV-1, HzNV-2 |
|  |                                             |
|  | Gammanudivirus (Nudiviridae): PmNV          |
|  |                                             |

|  | Deltanudivirus (Nudiviridae): ToNV |
|  |                                    |
|  | Bracovirus (Polydnaviridae): BV    |
|  |                                    |

|  | Betanudivirus (Nudiviridae): HzNV-1, HzNV-2 |
|  |                                             |
|  | Gammanudivirus (Nudiviridae): PmNV          |
|  |                                             |

|  | Deltanudivirus (Nudiviridae): ToNV |
|  |                                    |
|  | Bracovirus (Polydnaviridae): BV    |
|  |                                    |

|  | Betanudivirus (Nudiviridae): HzNV-1, HzNV-2 |
|  |                                             |
|  | Gammanudivirus (Nudiviridae): PmNV          |
|  |                                             |

|  | Deltanudivirus (Nudiviridae): ToNV |
|  |                                    |
|  | Bracovirus (Polydnaviridae): BV    |
|  |                                    |

|  | Betanudivirus (Nudiviridae): HzNV-1, HzNV-2 |
|  |                                             |
|  | Gammanudivirus (Nudiviridae): PmNV          |
|  |                                             |

|  | Deltanudivirus (Nudiviridae): ToNV |
|  |                                    |
|  | Bracovirus (Polydnaviridae): BV    |
|  |                                    |

|  | Betanudivirus (Nudiviridae): HzNV-1, HzNV-2 |
|  |                                             |
|  | Gammanudivirus (Nudiviridae): PmNV          |
|  |                                             |

|  | Deltanudivirus (Nudiviridae): ToNV |
|  |                                    |
|  | Bracovirus (Polydnaviridae): BV    |
|  |                                    |

|  | Betanudivirus (Nudiviridae): HzNV-1, HzNV-2 |
|  |                                             |
|  | Gammanudivirus (Nudiviridae): PmNV          |
|  |                                             |

|  | Deltanudivirus (Nudiviridae): ToNV |
|  |                                    |
|  | Bracovirus (Polydnaviridae): BV    |
|  |                                    |

|  | Betanudivirus (Nudiviridae): HzNV-1, HzNV-2 |
|  |                                             |
|  | Gammanudivirus (Nudiviridae): PmNV          |
|  |                                             |

|  | Deltanudivirus (Nudiviridae): ToNV |
|  |                                    |
|  | Bracovirus (Polydnaviridae): BV    |
|  |                                    |

|  | Betanudivirus (Nudiviridae): HzNV-1, HzNV-2 |
|  |                                             |
|  | Gammanudivirus (Nudiviridae): PmNV          |
|  |                                             |

|  | Deltanudivirus (Nudiviridae): ToNV |
|  |                                    |
|  | Bracovirus (Polydnaviridae): BV    |
|  |                                    |

|  | Betanudivirus (Nudiviridae): HzNV-1, HzNV-2 |
|  |                                             |
|  | Gammanudivirus (Nudiviridae): PmNV          |
|  |                                             |

|  | Deltanudivirus (Nudiviridae): ToNV |
|  |                                    |
|  | Bracovirus (Polydnaviridae): BV    |
|  |                                    |

|  | Betanudivirus (Nudiviridae): HzNV-1, HzNV-2 |
|  |                                             |
|  | Gammanudivirus (Nudiviridae): PmNV          |
|  |                                             |

|  | Deltanudivirus (Nudiviridae): ToNV |
|  |                                    |
|  | Bracovirus (Polydnaviridae): BV    |
|  |                                    |